# Cosmos (Minnesota)
Cosmos – miasto w Stanach Zjednoczonych, znajdujące się w hrabstwie Meeker, w stanie Minnesota.